# Chrystus niosący krzyż (obraz El Greco)
Chrystus niosący krzyż (hiszp. El expolio) – obraz olejny hiszpańskiego malarza pochodzenia greckiego Dominikosa Theotokopulosa, znanego jako El Greco. Obraz jest sygnowany: domènikos theotokópoulos epoíei.
Postać Chrystusa niosącego krzyż na górę Kalwarię, przedstawionego w półpostaci jest jednym z najbardziej rozpowszechnionych w malarstwie El Greca. Znanych jest około dwudziestu kopii tego motywu. Do pierwszych z nich należy wersja z madryckiego muzeum Prado. Amerykański historyk sztuki Harold Wethey rozróżnił trzy wersje tego tematu. Pierwsze, których jest sześć oryginalnych wersji, posiadają niewielkie różnice w przedstawieniu korony i fizjonomii Chrystusa, ale tę samą kompozycję. Drugie wersje mają inny typ aureoli; Chrystus inaczej ma zwróconą głowę i inna jest pozycja krzyża. W trzeciej ramiona krzyża są pominięte, a głowa Chrystusa odwraca się do swojej prawej strony. Prekursorem tak ujętej sceny z Triduum Paschalnego jest włoski artysta Sebastiano del Piombo i jego obraz z paryskiego Luwru.

## Opis obrazu
Artysta ukazuje Jezusa w podobnej scenerii jak na portretach przedstawiających pokutujących świętych. Ma wzniesione oczy ku niebu, przepełnione łzami, a twarz promieniującą blaskiem. Wokół jego głowy widoczna jest prostokątna aureola. Czoło ranione jest przez koronę cierniową, a krew ścieka na jego twarz. Chrystus odziany jest w jaskrawopurpurową tunikę zatopioną w refleksach światła. Niebieski płaszcz ma połysk stali; brunatne drzewo jest zabarwione czerwienią odbijającą się od tuniki. El Greco przedstawia fragment sceny Drogi Krzyżowej w sposób odmienny od tradycyjnego. Na twarzy Chrystusa nie widać cierpienia, krzyż nie jest dla niego ciężarem. Widać to po sposobie przedstawienia dłoni i długich palców, które delikatnie obejmują drewno, przy czym dwa palce tradycyjnie już są ze sobą złożone, pozostałe rozchylone. Tłem dla postaci jest zachmurzone niebo.
W innych wersjach ręce spoczywające na krzyżu jeszcze bardziej sprawiają wrażenie, iż nic nie trzymają. Wydaje się, że grają na harfie. Scena z Chrystusem niosącym krzyż jest przekształcona w scenę modlitwy do Boga. Cierpienie towarzyszące wierze nie ma tu znaczenia.

## Inne wersje

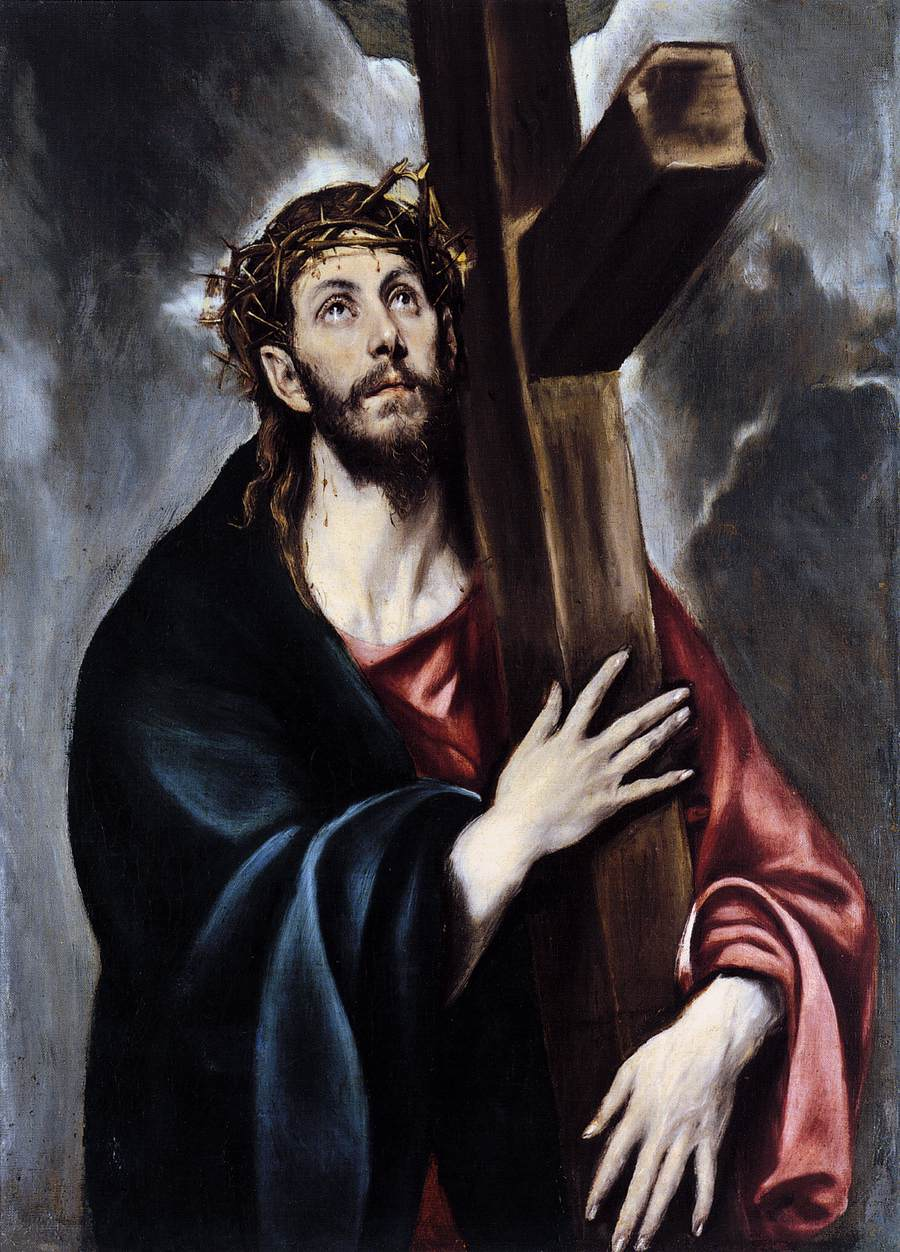
1577–1587 105 × 79 cm, Metropolitan Museum of Art Nowy Jork
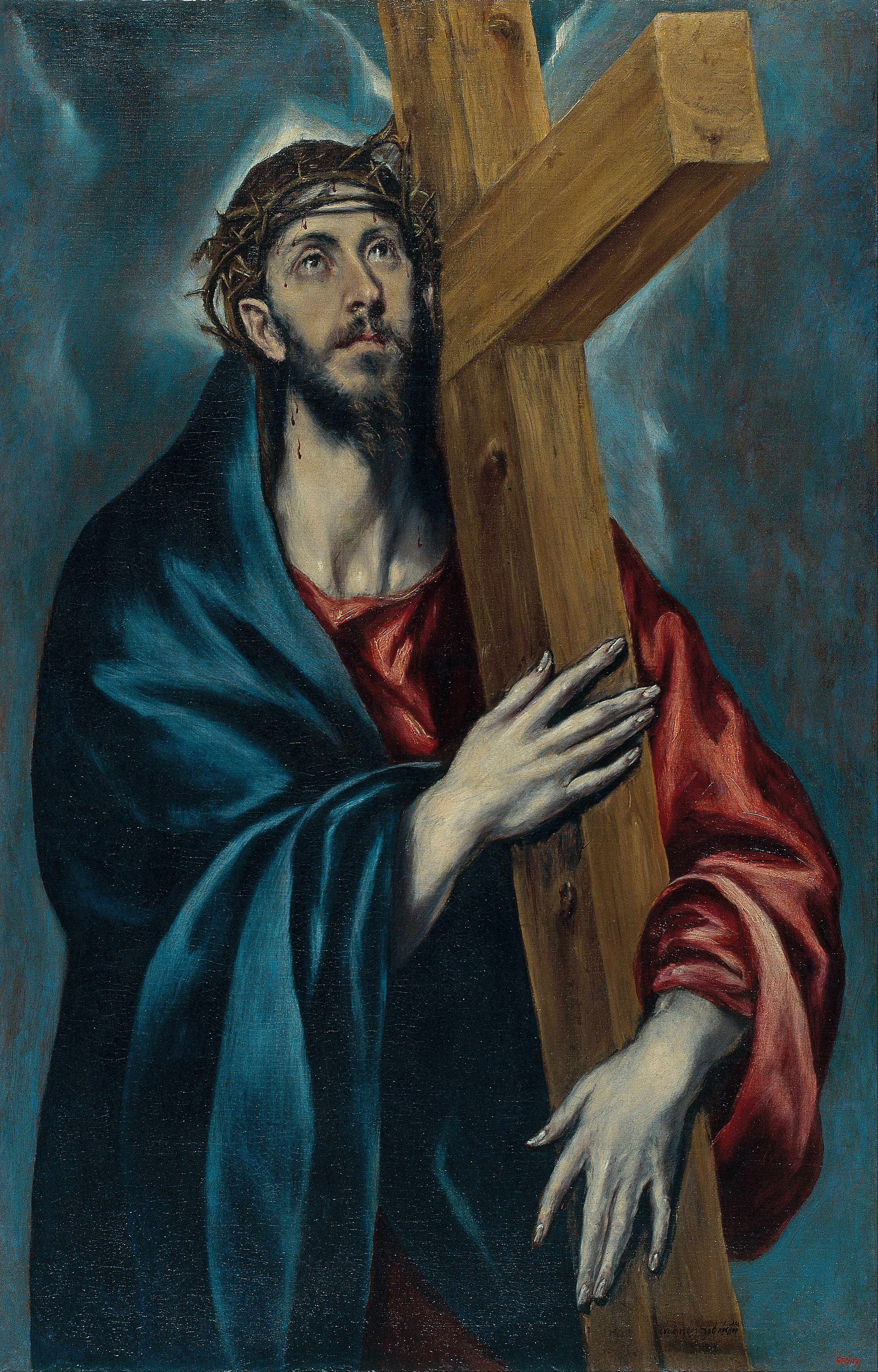
1590–1595 106,4 × 69 cm, Museu Nacional d’Art de Catalunya Barcelona
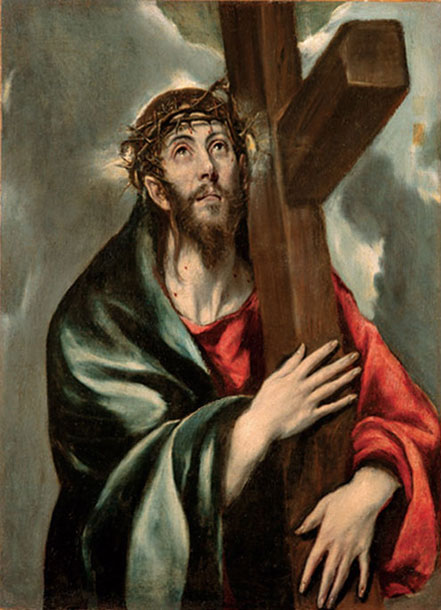
XVI wiek, 79 × 58 cm, Museo Nacional de Arte Decorativo Buenos Aires

- Chrystus niosący krzyż – 1587–1597, 81 × 59 cm, Museo Nacional de Arte Decorativo, Buenos Aires;
- Chrystus niosący krzyż – 1587–1597, 48 × 38 cm, Museo Diocesano de Arte Religioso, Cuenca;
- Chrystus niosący krzyż – 1587–1597, 115 × 71 cm, Pałac Peleș, Sinaia
- Chrystus niosący krzyż – 1603–1607, 94 × 78 cm, San Esteban, Olot
- Chrystus niosący krzyż – 1603–1607, 101 × 80 cm, Museo Parroquial de el Bonillo, Albacete
- Chrystus niosący krzyż – 1585–1590, 111,5 × 72,5 cm, kol. prywatna, wcześniej kolekcja Gutzwillera (Paryż)[6][7]